# Tidsmaskinen (musikalbum)
Tidsmaskinen är den svenska progressiva rockgruppen Vildkaktus' debutalbum, utgivet på skivbolaget MNW 1970. Skivan blev deras enda för bolaget då man året efter gick över till Polydor.

## Låtlista
A
1. "Tidsmaskinen" – 5:18
2. "Dagen som kommer" – 3:21
3. "Men jag har sett" – 5:12
4. "Beatvisa" – 3:40

B
1. "Utesovaren" – 3:46
2. "Prylar" – 5:21
3. "Rikedomens berg" – 2:45
4. a) "La Rotta" b) "Bilen"  – 7:46

## Medverkande
- Ali Lundbohm – trummor
- Gösta Nilsson – piano, orgel, vibrafon, sång
- Olle Nilsson – gitarr, sång
- Håkan Thanger – bas, sång
- Roger Wallis – producent

### Fotnoter
1. ↑  ”Vildkaktus”. Discogs.com. http://www.discogs.com/Vildkaktus-Tidsmaskinen/release/3187603. Läst 11 januari 2013.
2. ↑  ”Vildkaktus”. Discogs.com. http://www.discogs.com/artist/Vildkaktus. Läst 11 januari 2013.